# Gerd Püschel
Gerd Püschel (* 30. Oktober 1957) war Fußballtorwart in der DDR. In der Oberliga, der höchsten Spielklasse des DDR-Fußballverbandes, spielte er für die Betriebssportgemeinschaft (BSG) Sachsenring in Zwickau.
Mit knapp 16 Jahren wurde Püschel 1973 in die Juniorenmannschaft von Sachsenring Zwickau aufgenommen. Anschließend spielte er für Sachsenring in der Nachwuchsoberliga. Gleichzeitig beendete er seine Ausbildung zum Instandhaltungsmechaniker. Am 17. Februar 1979 wurde er im Punktspiel Sachsenring – Stahl Riesa (4:2) zum ersten Mal in der Zwickauer Oberligamannschaft für den verletzten Stammtorwart Jürgen Croy eingesetzt. Bis zum Ende der Saison 1978/79 bestritt der 1,78 m große Püschel insgesamt elf Oberligaspiele. Zur Saison 1979/80 wurde er offiziell als dritter Torwart hinter Jürgen Croy und Lothar Lindl für die Oberligamannschaft der BSG Sachsenring nominiert. Er musste in dieser Spielzeit jedoch nur zweimal für Croy in der Oberliga einspringen. Da in den folgenden Jahren weder Croy noch dessen Nachfolger Thomas Alscher längerfristig ausfielen und im Bedarfsfall andere Torhüter den Vorzug erhielten, kam Püschel erst am 21. Mai 1983 beim 24. Spieltag der Saison 1982/83 noch einmal in der Oberligamannschaft zum Einsatz. Die Partie Rot-Weiß Erfurt – Sachsenring (4:1) war zugleich Püschels letzter Auftritt in der DDR-Oberliga, in der er innerhalb von vier Jahren 14 Mal im Tor der 1. Mannschaft von Sachsenring Zwickau gestanden hatte. Nachdem Sachsenring am Ende der Saison aus der Oberliga absteigen musste, trennte sich die BSG von einigen Reservespielern, unter ihnen auch Gerd Püschel.
Püschel schloss sich dem Aufsteiger in die DDR-Liga Fortschritt Weida an, wo er für die Spielzeit 1983/84 jedoch auch nur als zweiter Torwart nominiert wurde. Fortschritt stieg nach einem Jahr wieder in die drittklassige Bezirksliga Gera ab. Als die Mannschaft 1987 wieder in die DDR-Liga aufstieg, hatte Püschel bereits seine leistungssportliche Laufbahn beendet.